# Brayan Torres
Brayan Andrés Torres Quiñones (23 gennaio 1998) è un calciatore colombiano, attaccante svincolato.

## Carriera
Cresciuto nel settore giovanile del Fortaleza C.E.I.F., ha esordito in prima squadra il 29 settembre 2015 disputando l'incontro di Categoría Primera B vinto 2-0 contro il Llaneros. Dopo aver trascorso cinque anni in patria tra la massima serie e la seconda divisione, il 14 luglio 2021, da svincolato, firma un contratto con il Botoșani, formazione della massima serie rumena. Il 19 agosto successivo, dopo aver esordito il giorno prima con la sua nuova squadra, viene ceduto in prestito al FC Politehnica Iași, scendendo a giocare in seconda divisione.

## Statistiche

### Presenze e reti nei club
Statistiche aggiornate al 3 gennaio 2022.
| Stagione                  | Squadra                   | Campionato                | Campionato | Campionato | Coppe nazionali | Coppe nazionali | Coppe nazionali | Coppe continentali | Coppe continentali | Coppe continentali | Altre coppe | Altre coppe | Altre coppe | Totale | Totale |
| Stagione                  | Squadra                   | Comp                      | Pres       | Reti       | Comp            | Pres            | Reti            | Comp               | Pres               | Reti               | Comp        | Pres        | Reti        | Pres   | Reti   |
| ------------------------- | ------------------------- | ------------------------- | ---------- | ---------- | --------------- | --------------- | --------------- | ------------------ | ------------------ | ------------------ | ----------- | ----------- | ----------- | ------ | ------ |
| 2015                      | Fortaleza C.E.I.F.        | B                         | 4          | 0          | CC              | 1               | 0               |                    | -                  | -                  |             | -           | -           | 5      | 0      |
| 2016                      | Fortaleza C.E.I.F.        | A                         | 6          | 0          | CC              | 0               | 0               |                    | -                  | -                  |             | -           | -           | 6      | 0      |
| 2017                      | Fortaleza C.E.I.F.        | B                         | 0          | 0          | CC              | 0               | 0               |                    | -                  | -                  |             | -           | -           | 0      | 0      |
| 2018                      | Fortaleza C.E.I.F.        | B                         | 0          | 0          | CC              | 0               | 0               |                    | -                  | -                  |             | -           | -           | 0      | 0      |
| 2019                      | Fortaleza C.E.I.F.        | B                         | 10         | 0          | CC              | 4               | 0               |                    | -                  | -                  |             | -           | -           | 14     | 0      |
| Totale Fortaleza C.E.I.F. | Totale Fortaleza C.E.I.F. | Totale Fortaleza C.E.I.F. | 20         | 0          |                 | 5               | 0               |                    | -                  | -                  |             | -           | -           | 25     | 0      |
| 2019                      | Deportivo Pasto           | A                         | 7          | 0          | CC              | 4               | 0               |                    | -                  | -                  |             | -           | -           | 11     | 0      |
| 2020                      | La Equidad                | A                         | 11         | 0          | CC              | 1               | 0               |                    | -                  | -                  |             | -           | -           | 12     | 0      |
| lug.-ago. 2021            | Botoșani                  | L1                        | 1          | 0          | CR              | 0               | 0               |                    | -                  | -                  |             | -           | -           | 1      | 0      |
| ago.-dic. 2021            | FC Politehnica Iași       | L2                        | 3          | 1          | CR              | 1               | 0               |                    | -                  | -                  |             | -           | -           | 4      | 1      |
| gen.-lug. 2022            | Botoșani                  | L1                        | 0          | 0          | CR              | 0               | 0               |                    | -                  | -                  |             | -           | -           | 0      | 0      |
| Totale carriera           | Totale carriera           | Totale carriera           | 42         | 1          |                 | 11              | 0               |                    | -                  | -                  |             | -           | -           | 53     | 1      |